# ホエール・カサマヨール
ホエール・カサマヨール（Joel Casamayor、1971年7月12日 - ）は、キューバ出身のプロボクサー。グアンタナモ州グアンタナモ出身。元WBA世界スーパーフェザー級王者。元WBC・WBO世界ライト級暫定王者。世界2階級制覇王者。1992年バルセロナオリンピックバンタム級金メダリスト。

## 来歴

### アマチュア時代
1971年にキューバで生まれ、社会主義国の環境下でアマチュアボクシングを始めた。アマチュア時代の主な戦績は下記の通り。
- ジュニア世界選手権バンタム級 金メダル（1989年）
- バルセロナオリンピックバンタム級 金メダル（1992年）
- 世界アマチュア選手権バンタム級 銀メダル（1993年）
- ワールドカップフェザー級 銅メダル（1994年）
- グッドウィルゲームズフェザー級 銀メダル（1994年）

### プロ時代

#### フェザー級
その後、アメリカに渡り1996年9月20日に鳴り物入りでプロデビューする。
全勝を続け、1999年1月30日、NABF北米フェザー級王座を獲得した。

#### スーパーフェザー級
1999年6月19日、WBA世界スーパーフェザー級暫定王座決定戦でアントニオ・エルナンデスと対戦し12回判定勝ちを収め王座獲得に成功した。
2000年5月21日、正規王者の白鐘権と王座統一戦を行い、5回TKOで勝ちを収め王座統一に成功し初防衛に成功した。
2002年1月12日、ブラジルで当時30戦30勝29KOでデビュー以来29連続KOの記録を誇るWBO世界スーパーフェザー級王者アセリノ・フレイタスと王座統一戦を行って話題を集めた対戦となったが、1度ダウンを奪われた上に12回判定で敗れ2団体統一に失敗、WBA王座から陥落した。
2003年1月25日、後のWBA・IBF・WBO統一世界ライト級王者ネート・キャンベルと対戦し、10回判定勝ちでキャンベルにプロ初黒星をつける。

#### ライト級
その後はライト級に階級を上げて、2004年12月4日、WBC世界ライト級王者ホセ・ルイス・カスティージョに挑戦するが、12回判定で敗れ王座獲得に失敗した。
2006年10月7日、フェザー級時代に敗れたことがあるWBC世界ライト級正規王者でリングマガジン世界ライト級王者ディエゴ・コラレスと対戦し、今度はカサマヨールが12回判定勝ちでコラレスにリベンジに成功した。しかしコラレスが前日計量をパス出来ずWBCがコラレスに罰金を科すと共にコラレスから正規王座を剥奪し暫定王者だったデビッド・ディアスを正規王者に認定していた為、前王者に勝利したカサマヨールは暫定王者に認定された。正規王座は獲得出来なかったがリングマガジン王座獲得に成功した。
2008年3月22日、WBO世界ライト級暫定王者マイケル・カティディスと対戦し、ダウンの応酬の末、10回TKO勝ちで王座を獲得した。この試合の後、WBCがカサマヨールからWBC世界ライト級暫定王座を剥奪した。
2008年9月13日、ファン・マヌエル・マルケスと対戦したが、序盤はリーチ差を活かして優位に試合を進めるも、11回逆転KO負けで初防衛に失敗し王座から陥落した。なお、当初はWBO暫定王座初防衛戦の予定だったが、正規王者キャンベルとの統一戦を行う意思が無いと判断したWBOが試合直前になってカサマヨールからWBO暫定王座を剥奪した。

#### スーパーライト級
2010年7月31日、ロバート・ゲレーロとスーパーライト級10回戦を行い0-3の大差判定負け。
2011年11月12日、WBO世界スーパーライト級王者ティモシー・ブラッドリーと対戦し、3度倒されキューバ人トレーナーのミゲール・ディアスがタオルを持って試合棄権を申し出たため8回2分59秒TKO負けで王座獲得に失敗したのを最後に現役を引退した。

## 戦績
- プロボクシング：45戦 38勝 (22KO) 6敗 1分

| 戦           | 日付           | 勝敗 | 時間     | 内容    | 対戦相手                       | 国籍           | 備考                                                                        |
| ------------ | -------------- | ---- | -------- | ------- | ------------------------------ | -------------- | --------------------------------------------------------------------------- |
| 1            | 1996年9月20日  | ☆    | 1R 1:34  | KO      | デビッド・チャメンデス         | アメリカ合衆国 | プロデビュー戦                                                              |
| 2            | 1996年11月1日  | ☆    | 4R       | 判定    | オスカー・ジュニア・ゴンサレス | プエルトリコ   |                                                                             |
| 3            | 1996年12月14日 | ☆    | 1R 1:48  | KO      | ロベルト・シエラ               | プエルトリコ   |                                                                             |
| 4            | 1997年1月18日  | ☆    | 1R       | TKO     | ビダル・パディラ               | アメリカ合衆国 |                                                                             |
| 5            | 1997年4月18日  | ☆    | 3R 1:49  | TKO     | フランシスコ・バルデス         | メキシコ       |                                                                             |
| 6            | 1997年5月4日   | ☆    | 1R 1:49  | TKO     | ラウル・ムニョス               | アメリカ合衆国 |                                                                             |
| 7            | 1997年7月12日  | ☆    | 2R 2:15  | TKO     | サルバドール・モンテス         | アメリカ合衆国 |                                                                             |
| 8            | 1997年8月19日  | ☆    | 6R       | 判定    | パット・チャベス               | アメリカ合衆国 |                                                                             |
| 9            | 1997年10月4日  | ☆    | 2R 1:27  | TKO     | フリオ・ヘルバシオ             | ドミニカ共和国 |                                                                             |
| 10           | 1998年1月23日  | ☆    | 8R       | 判定    | ハビエル・ディアス             | メキシコ       |                                                                             |
| 11           | 1998年7月21日  | ☆    | 4R 0:59  | TKO     | ゲイリー・トリアノ             | アメリカ合衆国 |                                                                             |
| 12           | 1998年8月22日  | ☆    | 2R       | TKO     | ミゲール・フィゲロア           | アメリカ合衆国 |                                                                             |
| 13           | 1998年9月26日  | ☆    | 6R       | 判定    | ユージーン・ジョンソン         | アメリカ合衆国 |                                                                             |
| 14           | 1998年11月13日 | ☆    | 2R 2:59  | TKO     | レイモンド・フローレス         | アメリカ合衆国 |                                                                             |
| 15           | 1999年1月30日  | ☆    | 12R      | 判定3-0 | ホセ・ルイス・ノヨラ           | メキシコ       | NABF北米スーパーフェザー級タイトルマッチ                                    |
| 16           | 1999年3月14日  | ☆    | 10R      | 判定3-0 | ラッセル・ストナー・ジョーンズ | ガーナ         |                                                                             |
| 17           | 1999年4月18日  | ☆    | 6R 1:02  | KO      | ジョイ・カントゥ               | アメリカ合衆国 |                                                                             |
| 18           | 1999年6月19日  | ☆    | 12R      | 判定3-0 | アントニオ・エルナンデス       | メキシコ       | WBA暫定・世界スーパーフェザー級タイトルマッチ                               |
| 19           | 1999年8月21日  | ☆    | 2R 2:26  | TKO     | ルイス・エンリケ・バレンズエラ | メキシコ       |                                                                             |
| 20           | 1999年11月20日 | ☆    | 12R      | 判定3-0 | デビッド・サントス             | アメリカ合衆国 | WBA暫定防衛1                                                                |
| 21           | 2000年5月21日  | ☆    | 5R 2:18  | TKO     | ペク・ジョングォン             | 韓国           | WBA世界スーパーフェザー級王座統一戦 WBA防衛2                                |
| 22           | 2000年7月22日  | ☆    | 10R      | 判定3-0 | バーナード・ハリス             | アメリカ合衆国 |                                                                             |
| 23           | 2000年9月16日  | ☆    | 5R 0:52  | TKO     | ラドフォード・ビーズリー       | アメリカ合衆国 | WBA防衛3                                                                    |
| 24           | 2001年1月6日   | ☆    | 9R 1:14  | TKO     | ロベルト・ガルシア             | アメリカ合衆国 | WBA防衛4                                                                    |
| 25           | 2001年5月5日   | ☆    | 12R      | 判定3-0 | エドウィン・サンタナ           | ドミニカ共和国 | WBA防衛5                                                                    |
| 26           | 2001年9月29日  | ☆    | 8R 2:04  | TKO     | ジョー・モラレス               | アメリカ合衆国 | WBA防衛6                                                                    |
| 27           | 2002年1月12日  | ★    | 12R      | 判定0-3 | アセリノ・フレイタス           | ブラジル       | WBA・WBO世界スーパーフェザー級王座統一戦 WBA陥落                            |
| 28           | 2002年6月8日   | ☆    | 8R 1:44  | TKO     | ファン・ホセ・アリアス         | メキシコ       |                                                                             |
| 29           | 2002年12月20日 | ☆    | 5R 2:28  | TKO     | ヨニ・バルガス                 | メキシコ       |                                                                             |
| 30           | 2003年1月25日  | ☆    | 10R      | 判定3-0 | ネート・キャンベル             | アメリカ合衆国 |                                                                             |
| 31           | 2003年10月4日  | ☆    | 6R 3:00  | TKO     | ディエゴ・コラレス             | アメリカ合衆国 | IBA世界スーパーフェザー級王座決定戦                                         |
| 32           | 2004年3月6日   | ★    | 12R      | 判定1-2 | ディエゴ・コラレス             | アメリカ合衆国 | IBA世界スーパーフェザー級タイトルマッチ WBO世界スーパーフェザー級王座決定戦 |
| 33           | 2004年7月3日   | ☆    | 10R      | 判定3-0 | ダニエル・セダ                 | プエルトリコ   |                                                                             |
| 34           | 2004年12月4日  | ★    | 12R      | 判定1-2 | ホセ・ルイス・カスティージョ   | メキシコ       | WBC世界ライト級タイトルマッチ                                               |
| 35           | 2005年6月11日  | △    | 12R      | 判定1-1 | アルマズク・ライムクロフ       | キルギス       | WBC世界ライト級挑戦者決定戦                                                 |
| 36           | 2006年2月24日  | ☆    | 5R 0:26  | KO      | アントニオ・ラミレス           | ドミニカ共和国 |                                                                             |
| 37           | 2006年7月7日   | ☆    | 9R 0:44  | TKO     | ラモン・ピアーソン             | アメリカ合衆国 |                                                                             |
| 38           | 2006年10月7日  | ☆    | 12R      | 判定2-1 | ディエゴ・コラレス             | アメリカ合衆国 | WBC世界ライト級タイトルマッチ                                               |
| 39           | 2007年11月10日 | ☆    | 12R      | 判定2-1 | ホセ・アルマンド・サンタクルス | メキシコ       | WBC暫定防衛1                                                                |
| 40           | 2008年3月22日  | ☆    | 10R 0:30 | TKO     | マイケル・カティディス         | オーストラリア | WBO暫定・世界ライト級タイトルマッチ                                         |
| 41           | 2008年9月13日  | ★    | 11R 2:55 | TKO     | ファン・マヌエル・マルケス     | メキシコ       |                                                                             |
| 42           | 2009年11月6日  | ☆    | 8R       | 判定3-0 | ジェイソン・デービス           | アメリカ合衆国 |                                                                             |
| 43           | 2010年7月31日  | ★    | 10R      | 判定0-3 | ロバート・ゲレーロ             | アメリカ合衆国 |                                                                             |
| 44           | 2011年3月11日  | ☆    | 10R      | 判定2-1 | マヌエル・レイバ               | メキシコ       |                                                                             |
| 45           | 2011年11月12日 | ★    | 8R 2:59  | TKO     | ティモシー・ブラッドリー       | アメリカ合衆国 | WBO世界スーパーライト級タイトルマッチ                                       |
| テンプレート |                |      |          |         |                                |                |                                                                             |

## 獲得タイトル
- NABF北米フェザー級王座
- WBA世界スーパーフェザー級暫定王座
- WBA世界スーパーフェザー級王座
- WBC世界ライト級暫定王座
- WBO世界ライト級暫定王座
- リングマガジン世界ライト級王座